# Snůška

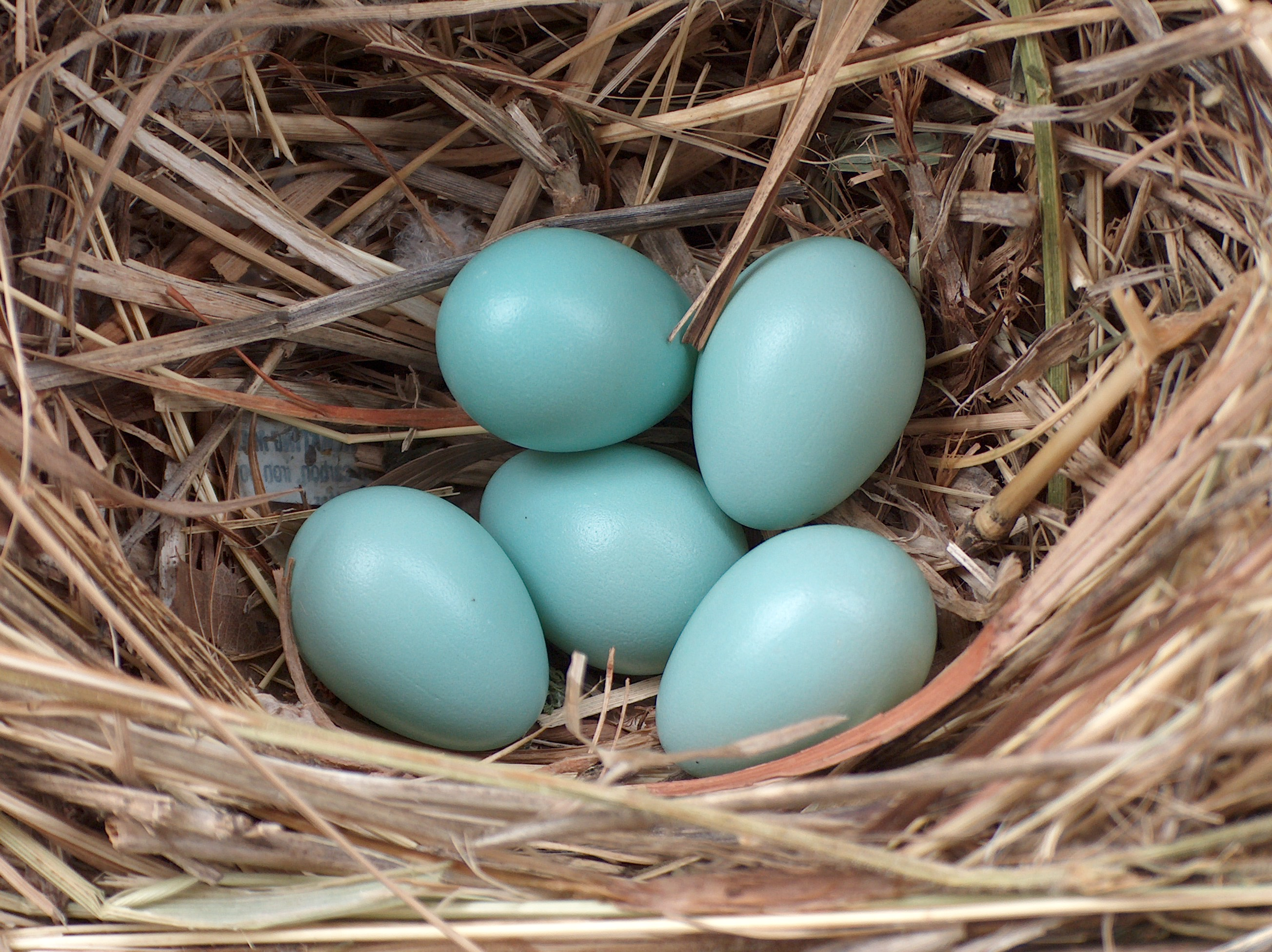
Snůška špačka obecného

Snůška označuje skupinu vajec ptáků, plazů nebo obojživelníků snesených během jednoho reprodukčního cyklu.
Velikosti snůšek se různí v závislosti na typu živočicha. Občas se liší i v rámci druhu podle habitatu, zdraví, dostupnosti potravy, tlaku ze strany predátorů a ročním období.
U ptáků někdy dochází k několika snůškám za rok. Pokud snůška z jakéhokoliv důvodu selže, u některých druhů dochází k tzv. náhradní snůšce (jedná se o druhou snůšku za to samé pářící období, ke které by v případě úspěšného vyvedení mláďata nedošlo).

## Příklady snůšek

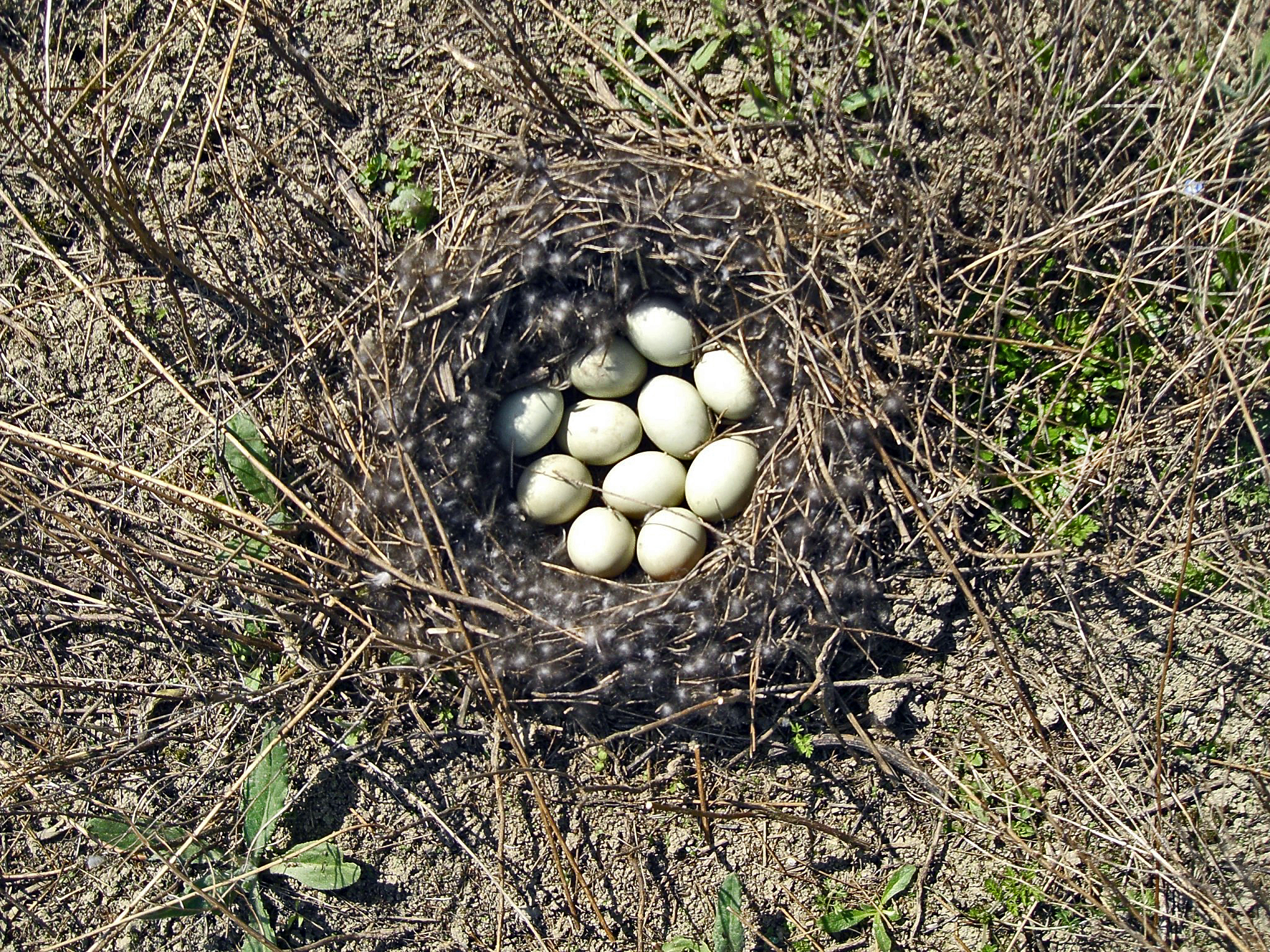
Velká snůška kachny divoké (patrně od dvou samic)
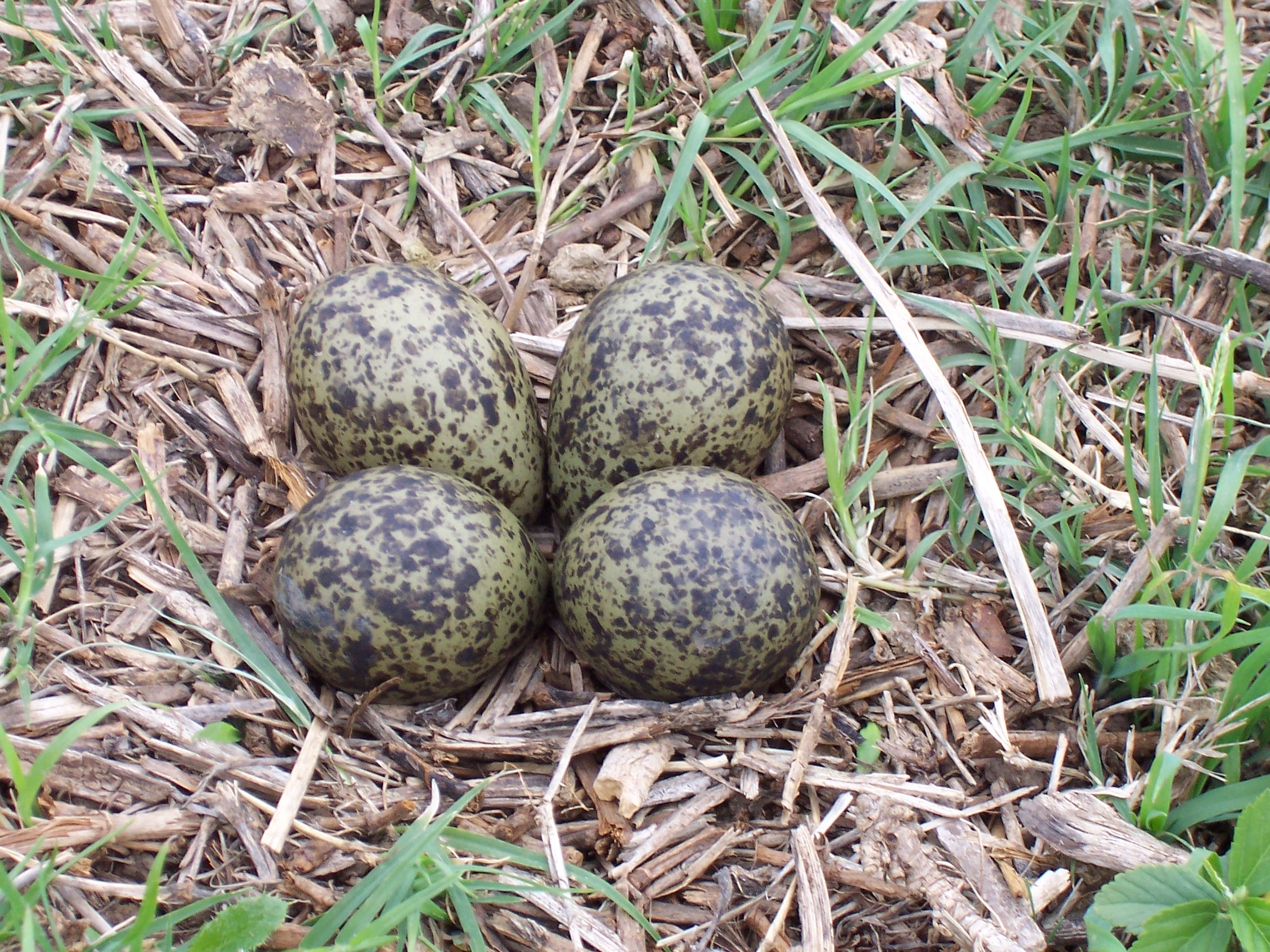
Snůška čejky australské
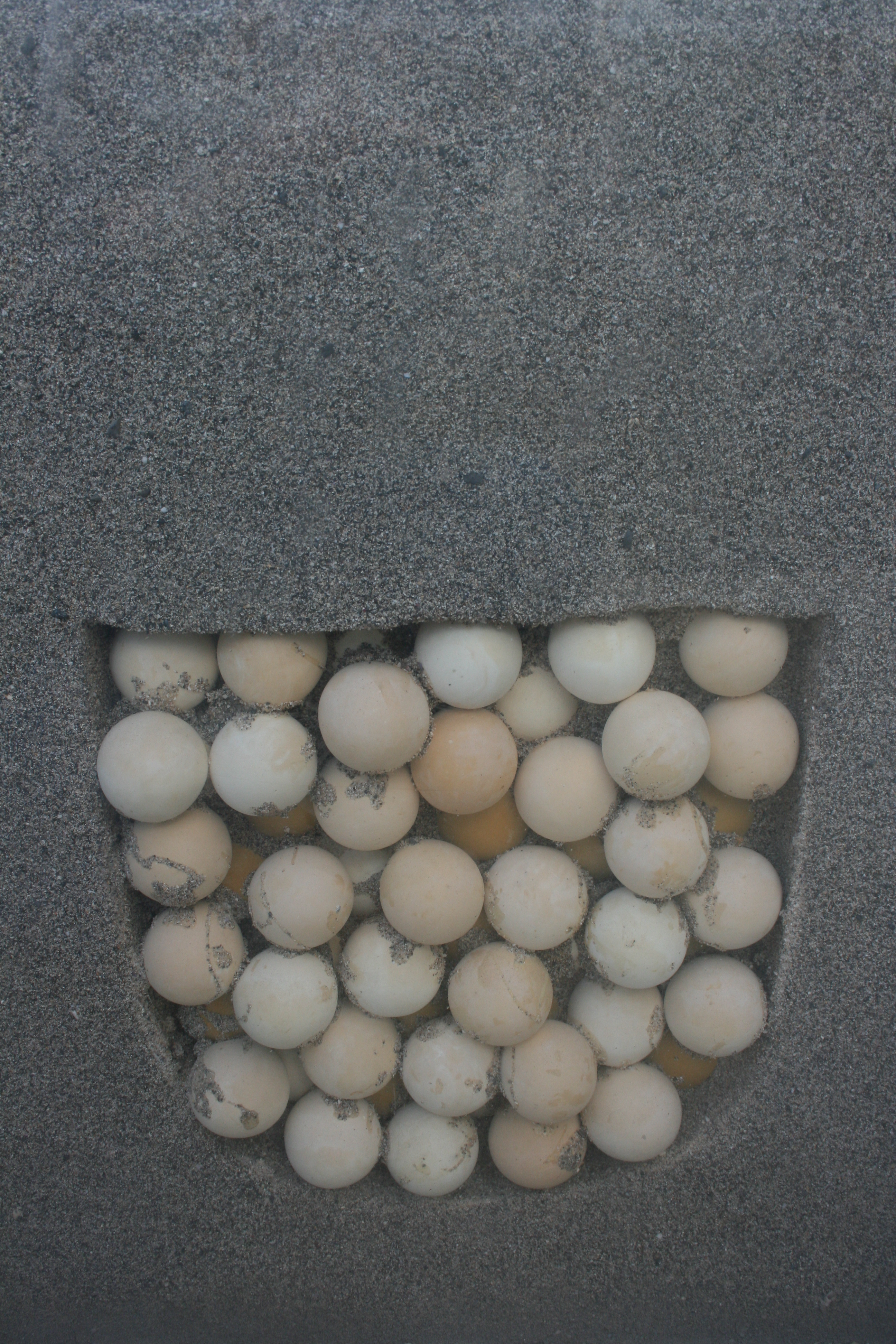
Snůška mořské želvy
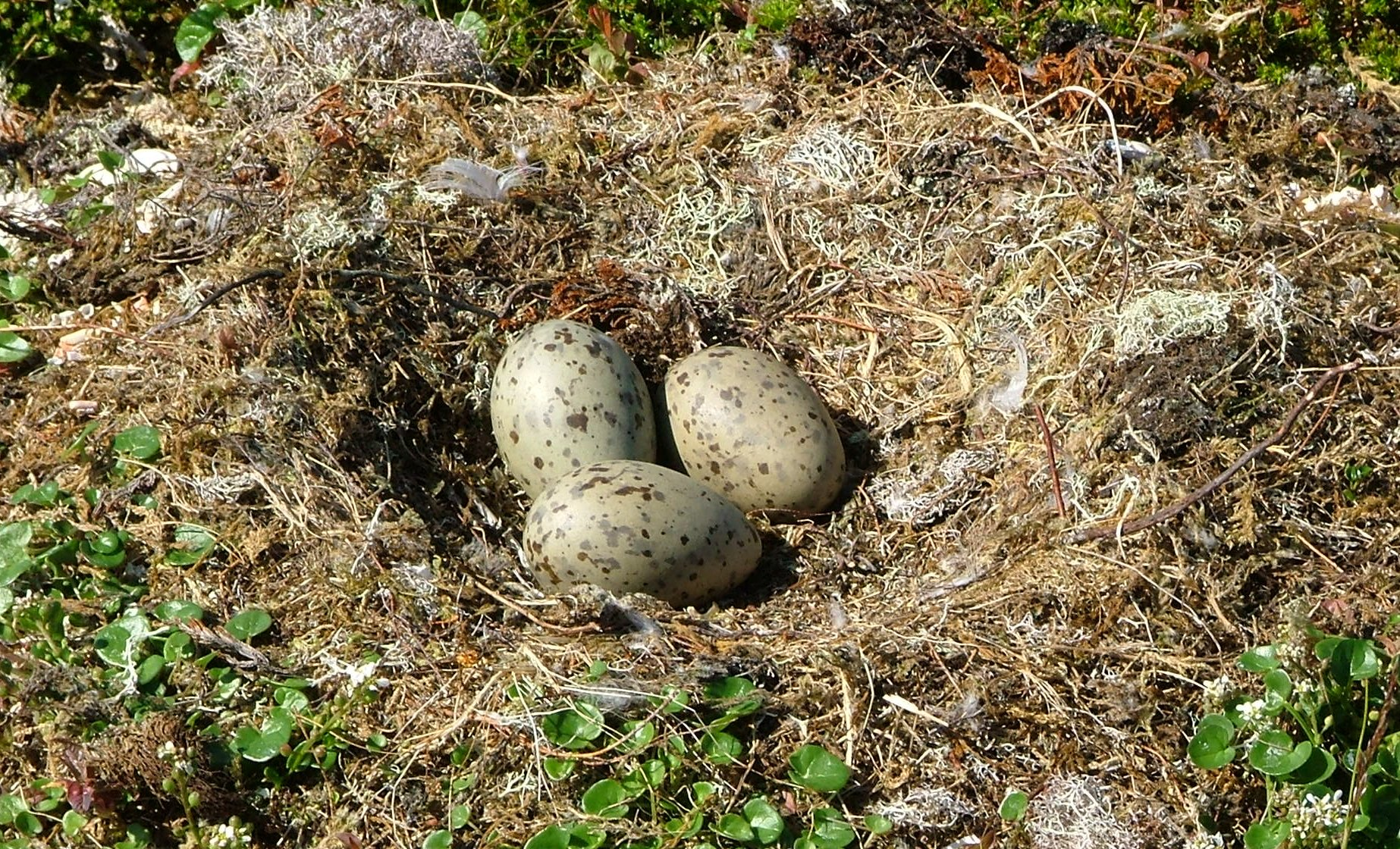
Snůška racka mořského